# Meister der Benediktbeurer Kreuzigung

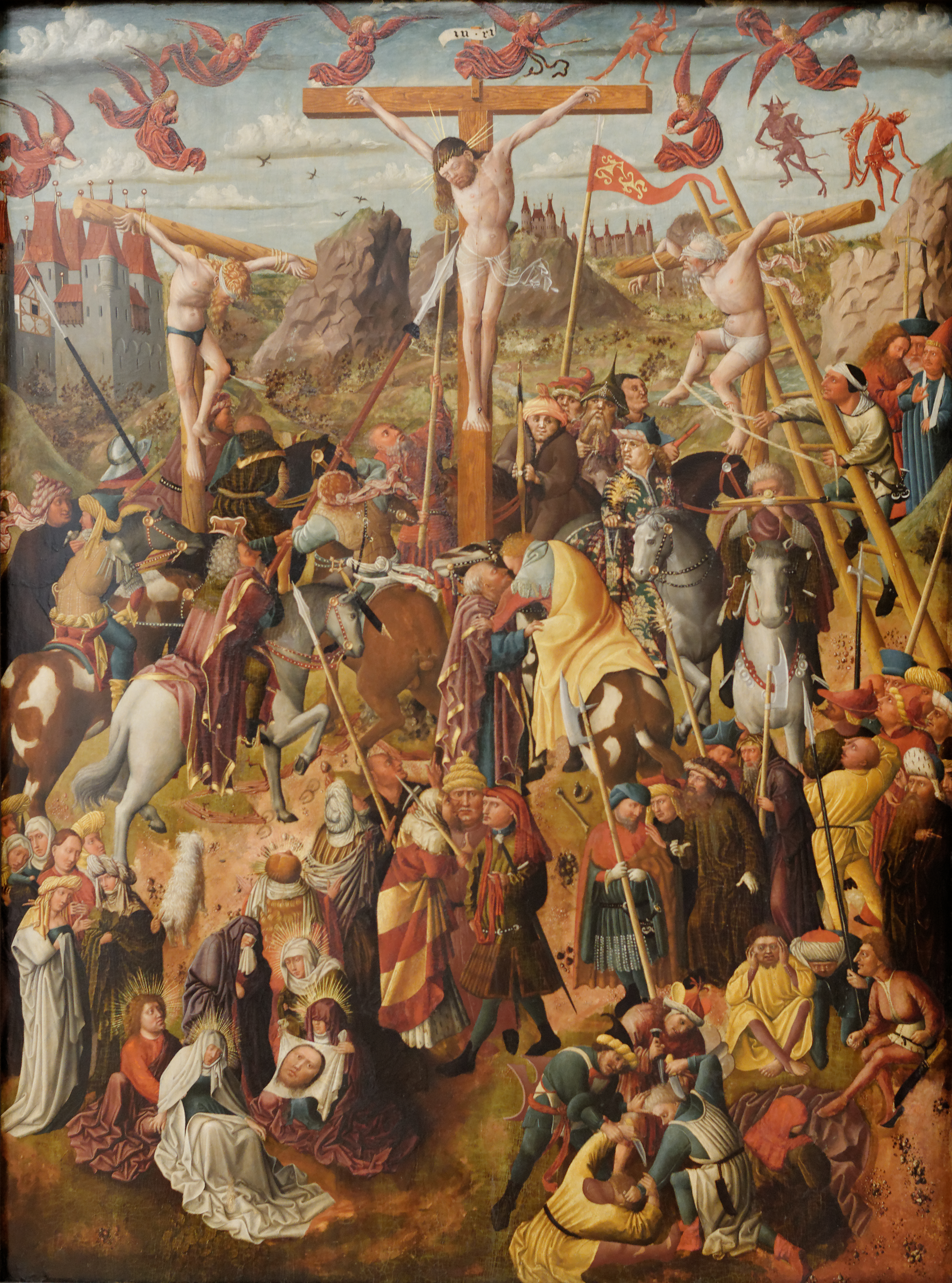
Meister der Benediktbeurer Kreuzigung

Als Meister der Benediktbeurer Kreuzigung wird ein mittelalterlicher Maler des 15. Jahrhunderts bezeichnet. Der namentlich nicht bekannte Maler erhielt seinen Notnamen nach der Kreuzigungsdarstellung, die er um 1455 für das Benediktinerkloster in Benediktbeuern malte und die sich heute in der Alten Pinakothek in München findet.
Der Meister der Benediktbeurer Kreuzigung beschränkt den Kreis seiner Figuren um das Kreuz nicht, sondern er malt das vor allem in der christlichen Kunst nördlich der Alpen seit 1400 verbreitete Motiv eines sogenannten volkreichen Kalvarienbergs. Seine Kreuzigungsdarstellung ist ein typisches Beispiel dieser Altarbilder, die Scharen von Menschen aus dem Volk auf der Hinrichtungsstätte Christi darstellen. Der Maler will gleichsam die Figuren als Stellvertreter ihres Betrachters am Geschehen teilnehmen lassen.  Dem Meister der Benediktbeurer Kreuzigung gelingt es unter anderem, Tortur und Leiden einer Hinrichtung so darzustellen, wie es die zeitgenössischen Betrachter seines Werkes aus ihrem Umfeld kannten. Er ruft damit Anteilnahme und ein Mitleiden hervor, der Betrachter kann göttliche Wahrheit gleichsam „sehen“ und „berühren“. Der Meister der Benediktbeurer Kreuzigung ermöglicht dem Betrachter mit seinem Gemälde die aktive Rolle, die Nikolaus von Kues in seinen theologischen Werken um 1450 für den gläubigen Christen formulierte. Es wird vermutet, dass Abt und Mönche mit den Werken des Nikolaus von Kues vertraut waren und dem Maler mit dem Auftrag zum Werk auch theologische Argumente in Anlehnung an Kues vorgegeben haben.
Der Meister der Benediktbeurer Kreuzigung ist ein Zeitgenosse von Konrad Witz, einem bedeutenden Vertreter der Malerei der Spätgotik am Übergang zur frühen Renaissance nördlich der Alpen. Ähnlich wie dieser und einige weitere Maler wie der Meister der Darmstädter Passion bringt er in seinem Kreuzigungsbild den Realismus zum Durchbruch, ohne dass jedoch ein Zusammenhang dieser in verschiedenen Regionen tätigen Künstler nachgewiesen werden kann. Auch der Meister der Benediktbeurer Kreuzigung zeigt eigenständige Bildsprache in den Farben und Bewegungen seiner Menschenmengen. 